# 鹿児島市交通局事業用車輌「芝刈り電車」
鹿児島市交通局事業用車輌「芝刈り電車」（かごしましこうつうきょくじぎょうようしゃりょう「しばかりでんしゃ」）は、2010年に鹿児島市交通局（鉄道事業部）が運用開始した芝生軌道の保守、維持管理に使用する事業用車輌である。

## 概要
2006年より鹿児島市交通局が実施している併用軌道区間の芝生緑化事業の進捗に伴い、軌道内に植生された芝生の保守管理に対して、人件費やメンテナンス等のコスト面、省力化の問題が予想される事となった。これに伴い、世界初となる芝生軌道の保守管理の省力化と高効率化を主眼とした「芝刈り電車」を開発、2010年に導入する事を表明した。同交通局の試算では、従来芝生軌道の保守、維持管理に約2,800万円掛かっていた費用が、同車の導入によって約20%の低減が実現できるものとしている。

## 歴史
同車両は2010年2月に落成し、同2月18日の夜間から芝生軌道区間である鹿児島駅前停留所等で芝刈り作業、散水作業、方向転換等の試験を実施した。

## 車輌概説
散水車の機能を持たせた牽引車が芝刈り装置を搭載したトレーラー（付随車）を牽引する方式を取っている。作業時は常に作業車を牽引する事となっており、終点では方向転換して必ず牽引車後部に連結される。
2008年年度末に廃車予定であった500形電車512号を改造した。大型の水タンクを搭載している。車体の前後には車内から配管を引き通した散水用のシャワーパイプが設けられた他、黄色回転灯、作業灯が設けられた。芝刈り車の牽引だけでなく、単体で散水車として運用することも可能となっている。前後の行き先表示幕には、新たに｢芝刈作業中｣と｢散水作業中｣の表示がセットされた。
500形513号の台車を再利用、改造転用し、芝刈り装置の他、刈り取った芝やごみを吸引して清掃する吸引装置、方向回転時に使用する油圧ジャッキを設けている。牽引車である512号の運転席横の細い窓からは制御引き通しのジャンパ栓が接続され、車内から吸引装置と芝刈り装置が制御される。方向転換時は車体に組み込まれた油圧ジャッキで車体を持ち上げ、人力で反対方向に回転させ、再び牽引車の後部に連結される（機構としては伊予鉄道で運行されている「坊っちゃん列車」に使用されている蒸気機関車を模したディーゼル機関車と近似している）。方向転換時のために補助車輪が取り付けられており、補助輪が通る位置にはガイドとなるドーナツ形の板が敷かれる（不使用時は同車に積み込まれ収納される）。車両後部には尾灯と黄色反射板が設けられている。
外観は前後に散水ノズルが装着され、警戒色が入れられるなどの変更を営業用時代よりされている。
同車の開発及び改造製作は大阪車輌工業によって行われた。開発及び製作費用はおよそ4,000万円。

## 運用
作業員の機器操作の習熟や乗務員の習熟運転などを実施しながら、2010年5月27日から正式に運用開始した。作業は人が歩く程度の低速で行われる為、正式運用開始後の作業は最終電車運行終了後の深夜に行われることとなっている。牽引車単体では、桜島の降灰時における日中の散水作業も実施される。
6 - 9月の0時 - 5時を中心に運用される。雨天であれば作業は行われない。